# Charles August Sulzer

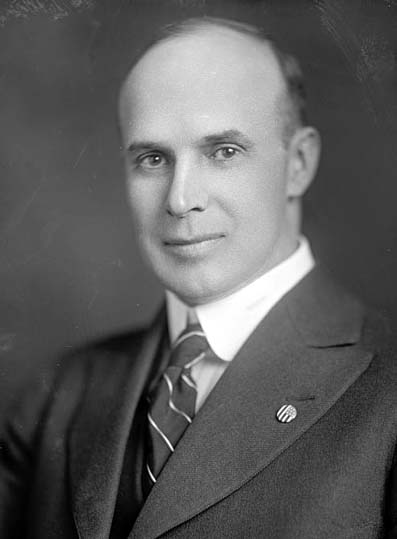
Charles August Sulzer

Charles August Sulzer (* 24. Februar 1879 in Roselle, New Jersey; † 28. April 1919 in Sulzer, Alaska) war ein US-amerikanischer Politiker. Zwischen 1917 und 1919 vertrat er als Delegierter das Alaska-Territorium im US-Repräsentantenhaus.

## Frühe Jahre
Charles Sulzer war der jüngere Bruder des Kongressabgeordneten und Gouverneurs von New York, William Sulzer. Charles besuchte die öffentlichen Schulen seiner Heimat und die Berkeley Academy in New York City. Danach begann er ein Studium an der US-Militärakademie in West Point, das er aber nicht abschloss. Während des Spanisch-Amerikanischen Krieges diente er in einer Freiwilligeneinheit aus New Jersey. Im Jahr 1902 zog er in das damalige Alaska-Territorium. Dort stieg er erfolgreich in das Minengeschäft ein.

## Politische Laufbahn
Charles Sulzer wurde, wie sein Bruder William, Mitglied der Demokratischen Partei. Im Jahr 1914 zog er in den territorialen Senat ein. Bei den Kongresswahlen des Jahres 1916 wurde er zum Delegierten seines Staates in das US-Repräsentantenhaus gewählt. Dort trat er am 4. März 1917 sein Mandat an. Allerdings focht sein Amtsvorgänger und Gegenkandidat bei der Wahl, James Wickersham, das Ergebnis der Kongresswahl an. Diesem Einspruch wurde am 7. Januar 1919 stattgegeben. Damit musste Sulzer zwei Monate vor Ablauf der Amtszeit am 3. März sein Mandat an Wickersham übergeben. Da er aber die Wahlen des Jahres 1918 gewonnen hatte,  konnte er am 4. März 1919 seinen Sitz im Kongress wieder einnehmen. Auch seine zweite Wahl wurde von Wickersham angefochten. Die Entscheidung zu Gunsten Wickershams fiel aber erst nach Sulzers Tod am 28. April 1919.